# Висконти, Давид Иванович
Давид (Джованни) Ива́нович Виско́нти (1772—1838) — русский академик архитектуры, член Строительного комитета.

## Биография
Родился 15 октября 1772 года в швейцарской общине Курио (Тичино). Его отец Плачидо Висконти в 1784 году приехал из Тичино в Петербург и много строил в Гатчине (Висконтьев мост и др.); в 1800 году покинул Россию. Давид также работал в России, ка и его младшие братья Пётр и Дементий (Карло Доменико).
Начал службу в 1787 году на строительстве Английского дворца в Петергофе. В 1793 году был переведён в команду В. Бренна, по проектам которого в 1794—1800 годах построил в Гатчине каменную Лесную оранжерею (1794—1796), «Берёзовые ворота» (1795—1798), Большой и Малый каменные мосты (1797—1798).
В 1817 году Д. Висконти выполнял обмерные чертежи в Пелле.
Умер 2 (14) января 1838 года. Похоронен на Волковском лютеранском кладбище (уч. 11; между католической и главной дорогами). Вместе с ним на семейном участке похоронены Евгений Висконти (1817—1841), Марсалий Александрович Висконти (1874—1896) и Давид Александрович Висконти (1872—1902).

### Известные архитектурные работы
- католическая церковь Св. Станислава в Санкт-Петербурге (1823—1825)
- верх колокольни церкви Тихвинской иконы Божией Матери в Путилово (1825)
- Дом Мордвинова
- церковь Св. Софии в Вартемяки (1825-1840)
- Троицкая церковь в Васильково (1827—1833) — ныне во Всеволожском районе
- Храм Святых Апостолов Петра и Павла в Фридрихсгаме (1831—1837)
- Дом Сухозанета, внутренняя отделка (1835—1838)
- Никольская церковь в Вероле (1828—1838)
- колокольня Троицкого собора в Валдае
- собор Рождества Пресвятой Богородицы в Приозерске (1836—1847)
- ограда Благовещенского собора в Шлиссельбурге
- Никольская церковь в Ям-Ижоре (1837—1841)  (Тосненский р-н).